# Неманья Милетич (футболіст, липень 1991)
Не плутати з іншим гравцем «Партизану», що має аналогічні ім'я, прізвище та рік народження. Про нього див. Неманья Милетич (футболіст, січень 1991)
Неманья Милетич (серб. Nemanja Miletić / Немања Милетић, нар. 26 липня 1991, Лозниця) — сербський футболіст, захисник клубу «Явор» (Іваниця).

## Клубна кар'єра
Народився 26 липня 1991 року в місті Лозниця. Вихованець футбольної школи клубу «Црвена Звезда», втім за основну команду так і не дебютував і з 2009 року грав у третьому за рівнем дивізіоні Сербії за клуби «Сопот», «Раднички Стобекс» та «Мачва».
Влітку 2013 року перейшов у «Явор» з Іваниці. 11 серпня Милетич зіграв свій перший матч в Суперлізі Сербії проти рідного «червоно-білого» клубу, допомігши його перемогти з рахунком 4:2. У першому сезоні в клубі Милетич зіграв за клуб 26 матчів у всіх змаганнях, але клуб зайняв 15 місце і вилетів з Суперліги. У наступному сезоні 2014/15 Милетич допомагаючи команді повернутися до найвищого дивізіону, а потім і дійшов з командою до фіналу Кубка Сербії 2015/16, програвши в фінальному матчі з «Партизаном».
Незабаром після фіналу, 7 червня 2016 року, Милетич за 260 тис. євро перейшов у столичний «Партизан», підписавши чотирирічну угоду. У першому ж сезоні виграв з командою «золотий дубль», а у другому лише Кубок Сербії. Станом на 2 грудня 2018 року відіграв за белградську команду 62 матчі в національному чемпіонаті.

## Виступи за збірну
29 вересня 2016 року дебютував в офіційних матчах у складі національної збірної Сербії в товариській грі проти Катару (0:3).
| Дата      | Місто  | Господарі | Результат | Гості  | Турнір           | Голи | Примітки |
| --------- | ------ | --------- | --------- | ------ | ---------------- | ---- | -------- |
| 29-9-2016 | Доха   | Катар     | 3 – 0     | Сербія | товариський матч | -    | 46'      |
| 29-1-2017 | Женева | США       | 0 – 0     | Сербія | товариський матч | -    |          |
| Усього    |        | Матчів    | 2         |        | Голів            | 0    |          |

## Досягнення
- Чемпіон Сербії: 2016–17
- Володар Кубка Сербії: 2016–17, 2017–18, 2018–19